# واگوتومی
واگوتومی (به انگلیسی: Vagotomy) عبارت است از عمل جراحی قطع عصب واگ (واگوس) که جهت کاهش ترشح اسید معده انجام می‌شود.

## اهداف
انشعابات عصب واگ به قستهای مختلف معده عصب دهی می‌کند؛ تحریک این عصب سبب ترشح اسید معده می‌شود. افزایش تحریکات این عصب منجر به ایجاد زخم در معده و دوازدهه خواهد شد. در حالی که با این عمل ترشح اسید معده و فعالیت فیزیکی آن کاهش می‌یابد.
عمل جراحی واگوتومی زمانی که تولید اسید معده با روش‌های دیگر کاهش نمی‌یابد؛ انجام می‌شود. در حال حاضر این عمل به عنوان استاندارد طلایی برای بیمارانی که نسبت به خط اول درمان در مقابل عفونت با هلیکوباکترپیلوری ناموفق بوده‌اند؛ محسوب می‌شود.
این عمل جراحی در مواردی که زخم همراه با عوارضی همچون انسداد، خونریزی و پارگی لوله گوارش همراه است، بسیار مناسب می‌باشد.
واگوتومی جهت کنترل زخم‌های راجعه (عودکننده) و مقاوم به درمان یا برای درمان انبوه خونریزی یا زخم معدهٔ همراه با پارگی انجام می‌شود.

## تاریخچه
واگوتومی در ابتدا روشی درمانی محبوب جهت درمان زخم پپتیک بود. تصور بر این بود که بیماری زخم پپتیک به علت ترشخ بیش از حد اسید توسط معده می‌باشد. در واقع واگوتومی روشی جهت کاهش اسید معده از طریق قطع عصب سلولهای جداری تولیدکننده اسید بود. این عمل به امید بهبود زخم‌های پپتیک به انجام می‌رسید.

## دموگرافی(جمعیت)
زخم معده (دوازدهه) در گروه بیماری‌های دستگاه گوارش دسته‌بندی می‌شود. مشکلات گوارش حدود ۲۵–۳۰٪ از جامعه را درگیر خود نموده است.
در ایالات متحده، ۶۰ میلیون بزرگسال رفلاکس معده و روده را حداقل یک بار در ماه تجربه می‌کنند، و ۲۵ میلیون بزرگسال روزانه از سوزش معده رنج می‌برند. در صورت عدم درمان این شرایط بیماری به یک زخم پیشرفته منجر می‌شود.
حدود چهار میلیون نفر را مبتلا به زخم پپتیک فعال هستند و سالانه حدود ۳۵۰٬۰۰۰ بیمار جدید شناسایی می‌شود.
بستگان بیماران مبتلا به زخم دوازدهه (اثی عشر) شانس بیشتری نسبت به ابتلا به این زخم‌ها دارند.

## انواع
این عمل به دو صورت باز یا بسته (لاپاروسکوپیک) انجام می‌پذیرد.
و انواع آن شامل:
1. واگوتومی بسیار گزینشی (highly selective vagotomy) (HSV) که به ان واگوتومی سلول‌های جداری (parietal cell vagotomy)، واگوتومی پروگزیمال معده (proximal vagotomy) و واگوتومی فوق انتخابی (super-selective vagotomy) نیز می‌گویند. در این روش قطع انتخابی شاخه‌های عصب واگ در دو سوم قسمت پروگزیمال معده یعنی بخش تولید اسید در معده انجام شده و عصب رسانی به سایر قسمت‌های معده مثل انتر و پیلور و سایر احشای شکمی مثل شاخه سلیاک و شاخه کبدی حفظ می‌گردد. مزیت این روش در این است که سبب اختلال حرکتی معده به صورت اتونی (Gasteric atony) نشده و لذا بر خلاف سایر انواع واگوتومی نیازمند جراحی اضافه‌ای برای رفع این مشکل نمی‌باشد.[۶][۷]
2. واگوتومی انتخابی (selective vagotomy): قطع شاخه‌های عصب واگ معده با حفظ شاخه‌های سلیاک و کبدی.
3. واگوتومی تنه (truncal vagotomy): شامل قطع دو شاخه اصلی عصب واگ شکمی.[۳][۸][۹][۱۰][۱۱]

در این دو روش، به دلیل حذف عصب دهی معده، اختلال حرکتی معده به صورت اتونی بروز کرده و لذا تخلیه غذا دچار اشکال می‌گردد از همین رو باید با یک جراحی اضافه این مشکل برطرف گردد. برای حل این موضوع همراه با این دو روش واگوتومی، ممکن است پیلوروپلاستی (pyloroplasty) یا اناستوموز گاستروژوژونوستومی(gastrojejunostomy) انجام گردد که به مجموعه این جراحی واگوتومی و درناژ (vagotomy and drainage) (V&D) (V+D) گویند. روش دیگر که به ان واگوتومی با انترکتومی(vagotomy with antrectomy) (V&A) (V+A) یا واگوتومی و دیستال گاسترکتومی (vagotomy and distal gastrectomy) گویند، انست که کل ناحیه انتر را بردارند یعنی انترکتومی(antrectomy) یا همان دیستال گاسترکتومی (distal gastrectomy) را انجام داده و معده باقی مانده را با دو روش مختلف به دوازدهه یا ژوژونوم اناستوموز دهند. اناستوموز گاسترودئودنال (Gastroduodenostomy anastomose) را بنام بیلروت یک (Billroth I) و اناستوموز گاستروژوژونال (Gastrojejunostomy anastomose) را بنام بیلروت دو (Billroth II) می‌نامند.
در کل روش واگوتومی فوق انتخابی روش ارجح است چون کمترین عوارض را دارد هرچند که بیشترین احتمال عود را نیز دارا می‌باشد. از طرف دیگر روش واگوتومی انترکتومی بیشترین عوارض و کمترین میزان عود را دارد لذا این روش برای موارد زخم‌های مقاوم و زخم‌های با احتمال عود بالا بکار می‌رود.

## بکارگیری
- انتخابی: در پاسخ به شکست درمان پزشکی.
- نیمه اتخابی (Semi-elective): در تنگی‌های دریچه پیلور به علت زخم.
- اورژانسی (Emergency): در موارد خونریزی دستگاه گوارش فوقانی و سوراخ شدگی‌ها.
- واگوتومی اتفاقی (Incidental vagotomy): قطع ناخواسته عصب واگ در طول اعمال مربوط به مری.[۱۴]

## تشخیص
- تصویربرداری با پرتوی ایکس (رادیوگرافی).
- معاینه آندوسکوپی (درون بینی).
- اندازه‌گیری میزان عمکرد ترشحی معده.[۱۵][۱۶]

## مراقبت‌های قبل از عمل
- آزمایش خون
- آزمایش ادرار
- متخضض بیهوشی باید با بیمار دربارهٔ تمام داروهای مصرفی و شرایطی که امکان تأثیر در شرایط بیهوشی را به همراه دارد بحث نماید.[۱۷]

## وسائل جراحی مورد نیاز
- وسایل لازم جهت عمل‌های معده‌ای، روده‌ای
- ابزارهای اضافی از جمله هموستات‌های بلند
- هوک عصبی
- دستگاه ساکشن و جراحی دیاترمی[۱۸]

## وضعیت قرارگیری بیمار
- وضعیت خوابیده به پشت (سوپاین)؛ ترندلنبرگ معکوس
- در روش توراسیک (قفسه سینه‌ای) از وضعیت خوابیده به پهلوی راست استفاده می‌شود.[۱۴][۱۸]

## بیهوشی
در این عمل از بیهوشی عمومی یا جنرال استفاده می‌شود.

## روش عمل
طی عمل عصب واگ توسط هوک بالا آورده می‌شود و سپس به وسیله کلمپ، قسمت بالایی و پایینی عصب لیگاتور (مسدود) می‌شود. بعد از قطع عصب برای اطمینان از صحت عمل، قسمتی میانی که مورد برش قرار گرفته‌است به آزمایشگاه آسیب‌شناسی (پاتولوژی) ارسال می‌شود.

## مراقبت‌های بعد از عمل
بیمارانی که مورد عمل واگوتومی قرار می‌گیرند؛ حدود ۷ روز بعد از عمل در بیمارستان بستری می‌شوند.
در سه یا چهار روز اول نیاز به ساکشن ترشحات معده الزامی است که این عمل از طریق قرار دان لوله بینی-معدی انجام می‌شود. بیمار در این مدت دارای رژیم ساده حاوی مایعی شفاف می‌باشد تا فعالیت طبیعی معده بازگردد.
حدود شش هفته طول می‌کشد تا بیمار مورد عمل به‌طور کامل بهبود یابد؛ در این مدت برای جلوگیری از تشکیل لخته وریدهای عمقی، بیمار تشویق به حرکت می‌شود.
نرم‌کننده‌های مدفوعی (ملین) و همچنین آنتی بیوتیک نیز ممکن است بعد از عمل تجویز شود.

## عوارض
- عوارض زودرس بعد از عمل از جمله: انسداد، خونریزی، اتساع معده، پارگی خط بخیه
- زخم عودکننده و راجعه
- فیستول معده-ژژنوم-رودهٔ‌بزرگ (گاستروژژونوکولیک) و معده-رودهٔ‌بزرگ (گاستروکولیک)
- سندرم دامپینگ
- گاستریت قلیایی
- اسهال پس از واگوتومی
- کم خونی
- گاستروپارزی (فلج معدی) مزمن
- عوارض در افرادی که مصرف بالای الکل، سیگار دارند و چاق، بسیار جوان یا بسیار سالخورده هستند، شدیدتر می‌باشد.[۲۳][۲۴][۲۵]